# Nadrealismus
Nadrealismus (doslovný překlad slova surrealismus) byl literární směr ve slovenské literatuře a částečně výtvarném umění koncem 30. a ve 40. letech 20. století. Tato modifikace klasického surrealismu se stala během druhé světové války ohniskem skrytého nesouhlasu s dobou a se zastaralou poesií, po válce potom zanikla. Nadrealismus se opíral o český a francouzský surrealismus a jeho teoretiky a propagátory byli především Kliment Šimončič, Michal Považan a Mikuláš Bakoš.

## Představitelé
Mezi zakladatele nadrealismu se řadí především Rudolf Fabry se svou sbírkou Uťaté ruky. Inspiroval se v ní dadaismem, poetismem i surrealismem.
- Štefan Žáry
- Vladimír Reisel
- Pavel Bunčák
- Ján Rak
- Ján Brezina
- Július Lenko
- Rudolf Dilong

Za války se k nadrealismu přikláněli také Pavol Horov a Ivan Kupec.